# Donkere waaierstaart
De donkere waaierstaart (Rhipidura tenebrosa) is een zangvogel uit de familie Rhipiduridae (waaierstaarten). Het is een gevoelige, endemische vogelsoort van de Salomonseilanden. 

## Kenmerken
De vogel is 16 tot 17 cm lang en overwegend donker gekleurd, net als Salvadori's waaierstaart (R. atra). Van boven is het verenkleed grijsbruin, het donkerst op de kop. Er is een halve, smalle oogstreep achter het oog en de kin is licht grijsbruin, de borst en buik zijn verder donker grijsbruin. Op de vleugels zijn in zit twee smalle roodbruine vleugelstrepen zichtbaar. De snavel is van boven zwart en van onder vuilwit, de ogen zijn bruin en de poten zijn blauwgrijs.

## Verspreiding en leefgebied
Deze soort is endemisch op het eiland Makira ("San Cristobal", Salomonseilanden). Het is een vogel van laagland tot op 700 m boven zeeniveau in natuurlijk bos, waarin de boomkronen op elkaar aansluiten. De vogel wordt het meest gezien in heuvellandschap.

## Status
De donkere waaierstaart heeft een beperkt verspreidingsgebied en daardoor is de kans op uitsterven aanwezig. De grootte van de populatie is niet gekwantificeerd. De populatie-aantallen nemen af door habitatverlies. Het leefgebied wordt aangetast door grootschalige ontbossingen, die vooral in het laagland plaatsvinden. Om deze redenen staat deze soort als gevoelig op de Rode Lijst van de IUCN.